# Antigravedad
La antigravedad es una fuerza predicha por las leyes de la física de altas energías que consiste en la repulsión de todos los cuerpos debido a una fuerza que es igual en magnitud a la gravedad pero en vez de ser atractiva, es repulsiva.

## Aspectos generales
La antimateria es un tipo de materia que es simétricamente igual a la materia ordinaria que conocemos, pero con la diferencia de que sus cargas son completamente opuestas, respondiendo a las leyes de la supersimetría del universo. Una de las creencias con respecto a la antimateria es que es posible que su comportamiento sea también opuesto al de la materia ordinaria, al igual que otra de sus propiedades, como el espín.
En la actualidad se sabe que la materia está formada por átomos: partículas diminutas que a principios del siglo XX se creían indivisibles, y que hoy se teorizan formadas por un núcleo en donde se encontrarían los protones y neutrones, alrededor del cual girarían pequeñas partículas cargadas eléctricamente llamadas electrones. A principios del siglo XX, el físico Ernest Rutherford teorizó su modelo atómico, en el cual los átomos estarían compuestos por un núcleo central y partículas negativas electrones girando alrededor del núcleo (y no incrustados en él como afirmaba Joseph John Thomson). Esta teoría especulativa fue complementada por Niels Bohr con el modelo atómico cuántico.
Para 1935, ya se teorizaba que los átomos no eran los constituyentes más pequeños de la materia sino que tanto los protones como los neutrones conformaban el núcleo, unidos entre sí mediante dos fuerzas teóricas llamadas fuerza fuerte y la fuerza débil y para 1975 se teorizaba que a su vez estas estaban aún constituidos por sub-partículas, hoy en día denominadas partículas elementales. Específicamente, para los neutrones se especuló que estarían constituidos por partículas teóricas: dos quarks down y un quark up, y los protones estarían constituidos también por partículas teóricas: dos quarks up y un quark down. Los fermiones serían los constituyentes de toda la materia que podemos observar y ellos a su vez pueden ser leptones o quarks; y los bosones se dividen en: bosones de gauge que donde se encuentran los bosones W y Z, el fotón y el gluón y algunos bosones hipotéticos que como el gravitón.

## Discusión
El gravitón es un bosón hipotético, y sería responsable de la interacción gravitatoria de la materia (interacción atractiva). Su existencia es predicha por las actuales leyes de la física de partículas y la teoría de gravedad cuántica. Dicho bosón sería como un conectivo a unas de las grandes teorías de la física en la actualidad como es la Teoría del todo.
De igual forma como se describió en un principio, toda partícula posee su respectiva antipartícula, como por ejemplo el electrón posee su antipartícula que es el positrón. Teóricamente y siguiendo este mismo patrón de conducta y comportamiento simétrico del universo, el gravitón también poseería su antipartícula y se llamaría (en principio) Antigravitón, que hipotéticamente hablando, sería una antipartícula elemental. Si las propiedades y comportamiento de la antimateria son perfectamente opuestos al de la materia ordinaria, el antigravitón sería responsable de una interacción repulsiva mediante una fuerza que mantendría a estas antipartículas separadas, con una magnitud perfectamente igual a la ejercida por el gravitón para producir las interacciones atractivas.

## Propulsión por antigravedad
La posibilidad de emplear la antigravedad como método para propulsar una hipotética nave espacial en un futuro lejano ha sido objeto de numerosas controversias. Entre las más conocidas destacan:
- Los trabajos de Yevgeny Podkletnov — En 1996 anunció que situando objetos sobre electroimanes superconductores en rotación, los objetos perdían un 2% de su masa. Podkletnov prefiere no usar el término antigravedad , por lo que actualmente a sus experimentos se les designa como "modificación de campo gravitatorio local"[1] Posteriormente la BBC publicó que la compañía Boeing estaba financiando los trabajos del físico, si bien la propia compañía lo desmintió.[2]

- La "Teoría Extendida de Heim" — Una posible solución matemática del problema de la gravedad cuántica, enunciada por el físico Burkhard Heim, predice la existencia de campos antigravitatorios. Algunos científicos experimentales creen haber detectado dichos efectos en imanes superconductores en rotación.[3]

- Las ecuaciones de Hilbert — La hipótesis más plausible para conseguir un motor de antigravedad parte del matemático alemán David Hilbert, quien publicó en 1924 el artículo científico The Foundations of Physics, en donde predecía que una masa moviéndose a una velocidad superior a aproximadamente la mitad de la velocidad de la luz produciría un efecto de repulsión al acercarse a una masa estacionaria.[4]

En el año 2007 el físico Franklin Felber, director de investigación en varias agencias gubernamentales de Estados Unidos, presentó una solución exacta de la ecuación del campo gravitatorio de Einstein que confirmaba las predicciones de Hilbert: según la ecuación, una partícula viajando a más de un 57,7% de la velocidad de la luz originará un cono de antigravedad que podría llegar a impulsar una masa hasta velocidades incluso comparables a la velocidad de la luz. Según Felber, la aceleración producida por esta fuerza sería además muy progresiva, permitiendo los viajes tripulados.
El hecho de que la solución descubierta por Felber sea exacta —algo poco común— y de que además sea falsable, convierte esta opción en la más interesante desde el punto de vista científico. A pesar de que por el momento no se conocen objetos masivos desplazándose a tales velocidades, en los próximos años los efectos antigravitatorios podrían comprobarse experimentalmente en el Gran colisionador de hadrones (LHC, en sus siglas en inglés), o incluso en el Tevatrón. De demostrarse la validez de esta solución a las ecuaciones de Einstein, se abrirían las puertas a la investigación sobre motores de "antigravedad" (también llamados "hipermotores"), que según el propio Felber podrían estar disponibles en tan sólo un siglo.